# Bujoreni, Teleorman
Bujoreni este satul de reședință al comunei cu același nume din județul Teleorman, Muntenia, România. Se află în partea de est a județului, în Câmpia Găvanu-Burdea, pe malul stâng al Câlniștei. La recensământul din 2002 avea 742 locuitori. Localitatea este traversată de DN6.